# Geologen-Archiv
Das Geologen-Archiv mit Sitz in Freiburg im Breisgau ist eine von der Geologischen Vereinigung betreute Institution, welche Werke und Nachlässe von Geologen und Paläontologen sammelt und zugänglich macht. Das Archiv wurde 1942 von Erich Haarmann gegründet und ein Jahr später durch einen Bombenangriff zerstört, wodurch auch 25.000 Dokumente verloren gingen. Das von Max Pfannenstiel im Jahre 1956 neu gegründete Archiv ist seit 1972 Teil der Universitätsbibliothek Freiburg. Heute gehören zur Sammlung mehr als 100.000 Dokumente von geologiehistorischem Interesse, davon allein 80.000 Briefe sowie Fotografien, Karten, Skizzen, Feldbücher und Medaillen.